# Rozanov
Rozanov je priimek več oseb:
- Anatolij Nikolajevič Rozanov, sovjetski general
- Vasilij Vasiljevič Rozanov, ruski pisatelj